# Nepenthes jamban

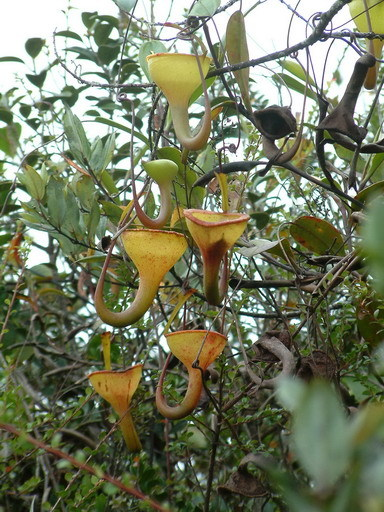
Luftkannen

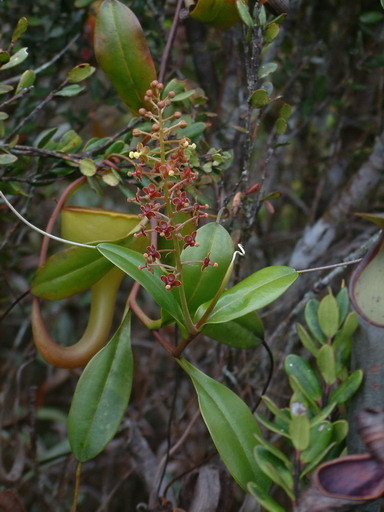
Blütenstand

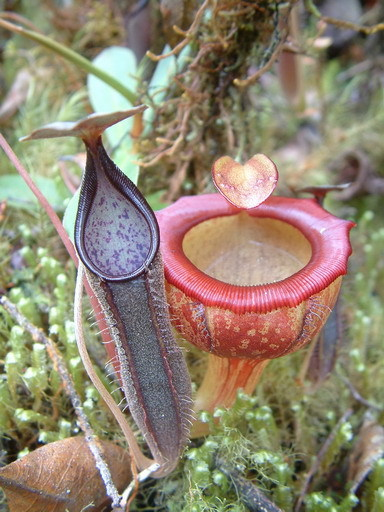
Nepenthes jamban und Nepenthes lingulata gemeinsam am Standort

Nepenthes jamban ist eine fleischfressende Pflanze aus der Gattung der Kannenpflanzen (Nepenthes). Die Nepenthes jacquelineae nahestehende Art kommt ausschließlich auf der indonesischen Insel Sumatra vor.
Die Art wurde erst 2005 entdeckt, ihr Name verweist auf die frappierende Ähnlichkeit ihrer Kannen mit einer Toilettenschüssel (jamban ist das indonesische Wort für Toilette).

## Beschreibung
Nepenthes jamban ist eine kletternde Liane, die bis zu rund 4 Meter groß werden kann. Die stets purpurrote Sprossachse ist bei rosettenförmig wachsenden Pflanzen und kurzen Trieben zylindrisch-gewinkelt, hat 1 bis 1,3 Zentimeter lange Internodien und weist einen Durchmesser von rund 3 Millimetern auf. Die Sprossachsen kletternder Pflanzen messen bis zu 5 Millimeter im Durchmesser, ihre Internodien erreichen eine Länge von 1,8 bis 5 Zentimeter. Die Pflanzen sind gänzlich unbehaart mit Ausnahme noch unentwickelter Kannen, der Ranken und der Blütenstände, die dicht mit kurzen, bräunlich-grauen Haaren besetzt sind.

### Blätter
Die oberseitig hellgrünen, unterseits blassgrünen, ungestielten, ledrigen Blätter sind in der Rosette schmal umgekehrt-eiförmig bis elliptisch oder schwach spatelförmig, 9 bis 10,3 Zentimeter lang und 2,2 bis 3 Zentimeter breit. Am äußersten Ende sind sie spitz, der Ansatz umfasst die Sprossachse zu rund drei Vierteln. Zu jeder Seite der Mittelrippe finden sich jeweils im äußersten Viertel der Spreite ein oder zwei Seitenrippen, die fiederförmige Nervatur dazwischen verläuft schräg. Die Ranken sind gerade und bis zu 13 Zentimeter lang.
Die Blätter kletternder Triebe sind jenen an der Rosette ähnlich, die Spreiten sind jedoch eiförmig bis elliptisch bis schwach spatelförmig, 7 bis 11 Zentimeter lang und 2,6 bis 3,3 Zentimeter breit. Der Blattansatz umfasst die Sprossachse nicht herablaufend zur Hälfte bis zu zwei Drittel. Die 15 bis 24 Zentimeter langen Ranken weisen eine Schlinge auf.

### Kannen
Wie viele Kannenpflanzen bildet Nepenthes jamban zwei verschiedene Kannenformen aus (Kannendimorphismus), nämlich Boden- und Luftkannen.
Die seitlich aus der Ranke heraustretenden Bodenkannen sind 3,5 bis 5,8 Zentimeter lang und 3,2 bis 4,4 Zentimeter breit. Das untere Kannendrittel ist zylindrisch bis schmal trompetenförmig, wird oberhalb dessen aber zunehmend breiter trompetenförmig und seitlich zusammengedrückt, die Kannenöffnung ist annähernd horizontal. Die Innenseite der Kanne ist vollständig mit Drüsen besetzt. An ihrer Vorderseite finden sich zwei 10 mal 2 Millimeter breite Flügelleisten, die mit rund 3 Millimeter langen Fransen bewachsen sind. Das bis zu 8 Millimeter breite Peristom ist im äußeren Drittel mit der Kanne verwachsen und auf der Innenseite leicht eingebogen, seine Rippen stehen an der Vorderseite in einem Abstand von rund 0,7 Millimeter zueinander, zum Deckel hin sind sie minder stark ausgeprägt und stehen näher zueinander. Zum Kanneninnern hin läuft das Peristom in rund 0,5 Millimeter langen Zähnen aus. Der am Deckelansatz stehende Sporn ist meist einfach, gelegentlich gegabelt und rund 4 Millimeter lang. Der 3,5 bis 3,8 Zentimeter lange und 0,9 bis 1,3 Zentimeter breite Deckel ist schmal umgekehrt-eiförmig und horizontal über der Kannenöffnung ausgestreckt, biegt sich an den Rändern jedoch um bis zu 120° auf. Über die Unterseite des Deckels zerstreut, besonders im Bereich um die Mittelrippe konzentriert, finden sich kleine rote Drüsen sowie rund zwanzig bis dreißig sehr große, rund 0,5 Millimeter im Durchmesser messende, kraterförmige Drüsen, die sich im äußersten Viertel des Deckels befinden und auf der Oberseite als deutliche Schwellungen abzeichnen. Die Kannen sind gelb-orange bis hellrot, das Peristom ist rot.
Die den Bodenkannen ähnelnden Luftkannen entspringen der Ranke an ihrer Rückseite. Sie sind bis zu 7,5 (selten bis 12) Zentimeter lang und bis zu 5,2 Zentimeter breit. Sie erweitern sich in der unteren Hälfte noch sehr allmählich, verbreitern sich danach aber schlagartig. Die Kannen im Querschnitt sind ebenso rund wie das Peristom. Ausgeprägte Flügelleisten fehlen, in der unteren Kannenhälfte finden sie sich reduziert auf Rippen. Das Peristom ist flach, bis zu 6 Millimeter breit und im äußeren Drittel mit der Kanne verwachsen. Die Rippen stehen rund 1 Millimeter auseinander und sind bis zu 0,5 Millimeter groß. Zum Kanneninnern hin läuft das Peristom in rund 1 Millimeter langen Zähnen aus. Die Luftkannen sind hellgelb, auf der Innenseite gelegentlich rotgefleckt, das Peristom ist gelb bis orange.
Der am Deckelansatz stehende Sporn ist meist einfach und bis zu 3,5 Millimeter lang. Der bis zu 4,8 Zentimeter lange und 0,9 Zentimeter breite Deckel ist jenen der Bodenkannen gleich, aber etwas länger und steht in einem Winkel von rund 45° über der Kannenöffnung ausgestreckt.

### Blüten und Früchte
Wie die anderen Arten der Gattung auch, ist Nepenthes jamban diözisch, das heißt, es gibt rein männliche und weibliche Pflanzen. Daten zu weiblichen Blüten liegen nicht vor.
Der männliche Blütenstand ist eine hellgrüne, bis zu 18 Zentimeter lange und 2 Zentimeter breite Traube. Die Blütenstandsachse misst bis zum Ansatz der Traube zwischen 4,2 und 6,5 Zentimeter, die Rhachis 8,2 bis 11,5 Zentimeter. Die endständige Einzelblüten tragenden Blütenstiele sind 0,5 bis 1,4 Zentimeter lang. Rund 1 Millimeter vor jedem Blütenstielansatz befindet sich ein fadenförmiges, 2 bis 9 Millimeter langes Tragblatt. Die Kelchblätter sind elliptisch und rund 3,5 Millimeter lang, die Staubfäden sind zu einer 1,5 bis 3 Millimeter langen Säule verwachsen.
Reife Fruchtstände sind Trauben. Die Blütenstandsachse misst bis zum Ansatz der Traube rund 5 Zentimeter, die Rhachis 3 Zentimeter. Die Fruchtstiele sind bis zu 1,4 Zentimeter lang, die endständigen Einzelfrüchte sind 3 Zentimeter lang und 0,6 Zentimeter breit. Die Samen sind fadenförmig und rund 2 Zentimeter lang.

## Verbreitung und Ökologie
Nepenthes jamban ist ausschließlich von einem einzigen Standort in der Provinz Nordsumatra in Sumatra, südlich von Padang Sidempuan bekannt. Sie gedeiht dort terrestrisch in höheren montanen Lagen in bemoosten Wäldern und gipfelnah in buschiger Vegetation.
Im selben Verbreitungsgebiet kommen auch Nepenthes bongso, Nepenthes gymnamphora und Nepenthes lingulata vor. Nepenthes dubia teilt sich mit Nepenthes jamban dasselbe Habitat.
Die Flüssigkeit in den Kannen ist ausgesprochen zähflüssig. In den Luftkannen der Art konnten regelmäßig zahlreiche große Insekten als Beute gefunden werden, so zum Beispiel Wespen oder Grillen, kleine Beutetiere wie Ameisen hingegen sind selten. Als Infauna leben in den Kannen auch umfangreiche Populationen von Moskito-Larven.

## Systematik und botanische Geschichte
Nepenthes jamban wurde erstmals im April 2005 aufgesammelt und 2006 durch Ch’ien C. Lee, Hernawati und Pitra Akhriadi zugleich mit der sympatrisch vorkommenden Nepenthes lingulata erstbeschrieben. Das Artepitheton „jamban“ leitet sich vom indonesischen Wort für „Toilette, Latrine“ ab und verweist auf die augenfällige Ähnlichkeit der Kannen mit einer Toilettenschüssel.
Nepenthes jamban gehört zu einer Artengruppe um Arten des schwerpunktmäßig westlichen Sumatras wie Nepenthes dubia, Nepenthes inermis, Nepenthes tenuis und Nepenthes jacquelineae. Die letztere Art gilt nach morphologischem Befund als die nächstverwandte Art.
Ob ein bisher nur von Fotografien von Andreas Wistuba bekannter Typ, der sich durch deutlich breitere Deckel auszeichnet, ein eigenständiges Taxon darstellt oder zu Nepenthes jamban zu stellen ist, ist nicht bekannt.

## Nachweise
1. 1 2 3 4 5 6 7 8 9 10 11 12 13 14  Ch’ien C. Lee, Hernawati, Pitra Akhriadi: Two New Species of Nepenthes (Nepenthaceae) from North Sumatra. In: Blumea. Band 51, 2006, S. 561–568 (online)